# 缅甸长尾山雀
缅甸长尾山雀（学名： Aegithalos sharpei ）是长尾山雀科长尾山雀属的一种鸟类。它是缅甸钦山的特有种，栖息在当地的温带森林中。 此前被视为棕额长尾山雀的亚种。